# Yechiva de Novardok

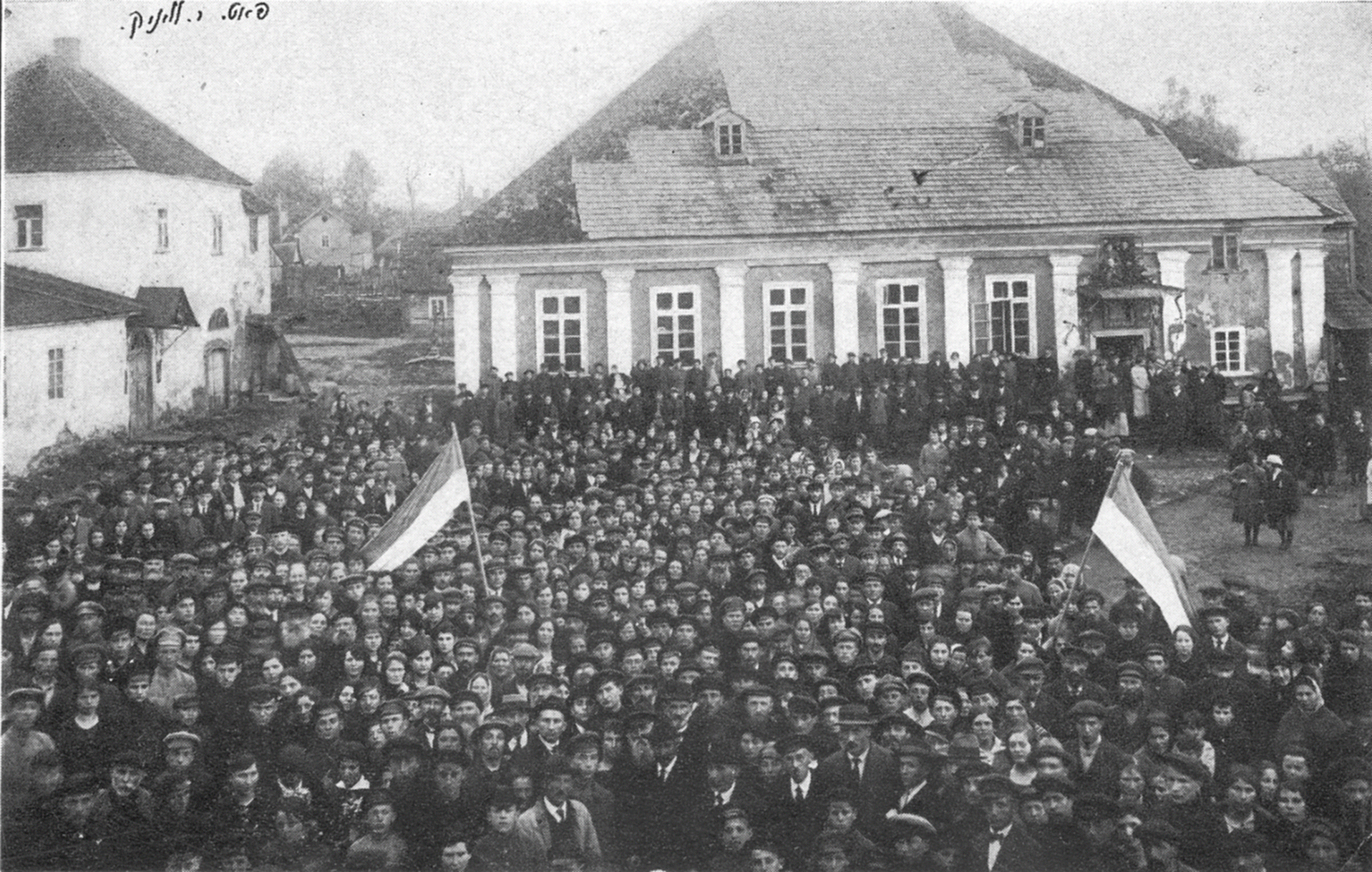
Cour d'une école juive (Navahroudak, Biélorussie)

La Yechiva de Novardok, ou Navaradok est un ensemble d'écoles talmudiques dont le but est de répandre la pensée du rabbin Yosef Yozel Horwitz. On utilise aussi le terme Novardok pour désigner la méthode éducative développée au sein de cette yéchiva, ou dans un sens plus général pour identifier les courants du judaïsme ashkénaze les plus influencés par le Mouvement du Moussar, par opposition au courant de pensée de Slobodka, majoritaire dans le monde juif lituanien d'alors.

## Histoire

### De 1748 à 1896: L'essor du judaïsme lituanien
Le judaïsme lituanien se développe sous l'influence du Gaon de Vilna au milieu du XVIIIe siècle. Celui-ci a une vision académique et élitiste du judaïsme : selon lui, chaque Juif doit se consacrer entièrement à l'étude du Talmud. Or cette vision des choses est en décalage avec la majorité de la population juive d'Europe de l'Est. Celle-ci est pour la plupart ignorante, à peine lettrée et très superstitieuse. Cela débouche sur l'apparition de la Hassidout et à de très violents affrontements entre Hassidim et Mitnagdim. À la mort du Gaon, ses nombreux élèves relayent sa philosophie mais à la troisième génération, alors que la plupart de ses disciples enseignent une vision fastueuse de l'étude talmudique en fondant les ambitieuses yéchivot de Slobodka, Mir, Poniewitz ou Telz, d'autres disciples, influencés par le Mouvement du Moussar du rabbin Israël de Salant, enseignent une autre approche, basée sur la modestie, l'humilité et le détachement du monde matériel. Cette philosophie faisant passer l'éthique comme un préalable indispensable à l'étude sera poussée à l'extrême par le rabbin Yosef Yozel Horwitz qui commence à prêcher l'ascétisme à Novardok vers 1880. Cette vision des choses, en rupture avec le reste du monde lituanien, vaudra au Mouvement du Moussar d'être un temps considéré comme une troisième voie, distincte et à mi-chemin entre Mitnagdim et Hassidim.

### De 1896 à 1945: fondation de la Yechiva
Dans le monde juif orthodoxe européen, les différentes querelles commencent à s'estomper car les dirigeants religieux doivent s'unir pour faire face à de nouvelles menaces : la haskala, le socialisme et leur conséquence, l'assimilation. Ainsi malgré leurs différences idéologiques, les diverses variantes des écoles de pensée lituaniennes cohabitent pacifiquement, et finissent même par se réconcilier avec la Hassidout. C'est dans ce contexte que le rabbin Horwitz fonde sa propre yechiva à Novardok en 1896 et envoie des émissaires dans tout le monde ashkénaze pour attirer des élèves. Cependant, bien que le succès soit au rendez-vous, le modèle calqué sur la Yechiva de Slobodka, perçu comme plus prestigieux, attire nettement plus d'élèves que les yechivot de Novardok. Une quarantaine de yechivot sont néanmoins fondées à travers l'Empire russe. Mais pendant la Révolution bolchévique, toutes ces petites branches éparpillées aux quatre coins de la Russie sont obligées de fermer sous la pression des communistes. Le rabbin Horwitz comprend alors que l'avenir de la yechiva se joue en dehors des frontières de la Russie bolchévique. Il déplace la yechiva principale en Pologne, à Bialystok, où elle devient la plus importante de la ville. En 1930, le rabbin Ben Tzion Bruk ouvre une branche à Jérusalem. Le modèle de Novardok occupe alors, pendant une décennie, une position dominante. Hélas, cette situation ne dure pas : pendant la Seconde Guerre mondiale, presque tous les élèves des yechivot de Novardok périssent dans les camps de concentration.

### Après 1945: la renaissance
Après la Seconde Guerre mondiale, les yechivot de Novardok sont décimées et leur méthode d'enseignement très particulière a disparu. L'actuelle Yechiva Novardok de Jérusalem (la seule à porter officiellement ce nom) est ainsi une yéchiva lituanienne tout à fait classique, similaire au modèle de Slobodka. Néanmoins, plusieurs yéchivot tentent de faire revivre l'esprit de Novardok, sous une forme un peu allégée, mais en remettant tout de même le Moussar au centre de l'étude. En France, le rabbin Gershon Liebman, un ancien étudiant de Novardok, crée les institutions Ohr Yossef en 1948, lesquelles comprennent notamment une école juive à Paris ainsi qu'une yechiva et un Beit Yaakov dans les villes voisines d'Armentières-en-Brie et Bussières (Seine-et-Marne). Les élèves sont en majorité descendants de familles sépharades originaires d'Afrique du Nord, mais se reconnaissent dans ce modèle qui n'a en fait jamais réussi à séduire en masse les Ashkénazes. Dans la banlieue de New York, la Yechiva de Far Rockaway s'inscrit également dans la continuité de Novardok. Enfin, il reste quelques personnalités rabbiniques, comme le rabbin Chaim Kanievsky, qui sans forcément se revendiquer ouvertement comme tels laissent apparaître un mode de vie très proche de Novardok.

## Philosophie
Louis Jacobs résumait l'opposition entre Novardok et Slobodka ainsi :
A Slobodka on enseigne : L'homme est tellement grand, comment peut-il fauter ?
A Novardok on enseigne : L'homme est tellement petit, comment ose-il fauter ?
Le talmid hakham de Slobodka a appris qu'il est un prince de la Torah, il estime donc souvent que tous les honneurs lui sont dus. Cette vision élitiste a creusé au XIXe siècle un fossé de plus en plus profond avec le peuple qui se tourne alors vers la Hassidout dans un premier temps, puis vers la Haskala. Quand à partir de 1848, le rabbin Israel de Salant essaie d'introduire dans le programme des yéchivot des cours de morale, en affirmant que la connaissance seule n'est pas suffisante, il se heurte, dans un premier temps, à un mur d'hostilité. Il faudra attendre un siècle pour qu'une demi-heure quotidienne d'étude de morale et d'éthique soit la norme dans toutes les yéchivot du monde, alors qu'à Novardok dès le début cela pouvait prendre la moitié de la journée. Certaines dérives matérialistes (course à la synagogue la plus fastueuse ou aux vêtements les plus précieux) achèvent de ternir l'image des yéchivot lituaniennes auprès du grand public pendant le XXe siècle. De plus en plus, leurs élèves ont l'image de jeunes gens arrogants et prétentieux, en quête permanente d'honneurs, maîtres dans l'art du pilpoul mais complètement coupés du monde extérieur. 

L'élève de Novardok, au contraire, se veut humble et modeste. Le respect du prochain est primordial, de même que l'honnêteté : il n'est pas question de mentir ou voler, on ne se dispute pas, on ne se bat pas et le seul fait de se mettre en colère est totalement proscrit. Au fauteur, on trouve des circonstances atténuantes. 

Au cours de rituels initiatiques, l'étudiant est humilié pour apprendre à faire abstraction de l'opinion des tiers sur sa personne. Il est ensuite envoyé sur les routes sans un sou pour apprendre à se détacher de tout confort matériel. La confiance en Dieu doit être complète, seul Lui pourvoira aux besoins de l'aspirant. Pendant la journée, il doit se remettre en question à chaque instant et noter ses fautes dans un carnet. Chaque soir, il fait un bilan de la journée écoulée et cherche comment améliorer ses actions le lendemain. 

Une autre caractéristique de la philosophie de Rav Horwitz est qu'elle n'est pas destinée au seul avrekh (personne qui étudie à plein temps toute sa vie) : chacun peut s'y conformer, qu'il soit en société avec des Non-Juifs, dans ses affaires ou en famille. 
Cependant, pour celui qui choisit de se consacrer entièrement à Dieu, ce n'est qu'une fois arrivé à un degré de détachement maximal (qui correspond à une forme d'ascétisme) que le cœur est suffisamment pur pour  servir trois piliers sur lesquels repose le monde : l'étude, la prière et les œuvres de charité (Pirke Avot 1:2).

Le rabbin Horwitz a listé douze midot (attributs ou comportements moraux) à adopter :
1. Menouha : le calme, la sérénité et la confiance en Dieu
2. Savlanout : la patience, le sang froid à garder en toute circonstance
3. Seder : l'ordre, l'organisation nécessaire dans la vie quotidienne
4. Haritsout : la diligence et la prudence dont il faut faire preuve dans ses choix
5. Nekiout : la propreté, à la fois au niveau du corps et du comportement
6. Tahara : la pureté des pensées
7. Anavah : la modestie et l'humilité qui sont au cœur du moussar
8. Kimouts : la parcimonie, éviter tout gaspillage
9. Zrizout : la concentration, aller à l'essentiel
10. Shtika : le silence, à préférer aux paroles vaines
11. Nihouta : la douceur et la bienveillance dans les propos ; être rassurant
12. Emet : la vérité, valeur suprême

La maîtrise de ces douze principes est une condition sine qua non au commencement d'études talmudiques approfondies.

L'austérité et le renoncement qu'imposent cette école de pensée la rend très difficile d'accès, ce qui explique le manque d'intérêt auquel elle est confrontée.

## Anciens élèves
- Yechezkel Abramsky
- Meir Bar-Ilan
- Chaim Grade
- Irving Greenberg
- Nachman Kahane
- Yosef Shlomo Kahaneman
- Yaakov Yisrael Kanievsky
- Avrohom Karp
- Gershon Liebman
- Selig Starr